# Lars Brydesen
Lars Brydesen (født 9. januar 1938, død 12. februar 2025) var en dansk filmklipper.

## Filmografi
- Pigen i søgelyset (1959)
- Gymnasiepigen (1960)
- Komtessen (1961)
- Landsbylægen (1961)
- Jetpiloter (1961)
- Det tossede paradis (1962)
- Oskar (1962)
- Syd for Tana River (1963)
- Bussen (1963)
- Støv for alle pengene (1963)
- April (1963)
- Vi har det jo dejligt (1963)
- Slottet (1964)
- Kampen om Næsbygaard (1964)
- Mord for åbent tæppe (1964)
- Næsbygaards Arving (1965)
- Hold da helt ferie (1965)
- Jensen længe leve (1965)
- Nu stiger den (1966)
- Naboerne (1966)
- Brødrene på Uglegården (1967)
- Den røde kappe (1967)
- Thomas er fredløs (1967)
- De røde heste (1968)
- Dr. Glas (1968)
- Balladen om Carl-Henning (1969)
- Mordskab (1969)
- Manden der tænkte ting (1969)
- Giv Gud en chance om søndagen (1970)
- Havet og menneskene (1970)
- Den forsvundne fuldmægtig (1971)
- Det er nat med fru Knudsen (1971)
- Desertøren (1971)
- Farlige kys (1972)
- Afskedens Time (1973)
- Nitten røde roser (1974)
- Violer er blå (1975)
- Kun sandheden (1975)
- La' os være (1975)
- Hjerter er trumf (1976)
- Historien om en moder (1979)
- Pigen fra havet (1980)
- Jeppe på bjerget (1981)
- Ulvetid (1981)
- Thorvald og Linda (1982)
- Den ubetænksomme elsker (1982)
- Kurt og Valde (1983)
- Den kroniske uskyld (1985)
- Dråben i havet (1985)
- Den vide verden (1986)
- Kajak (1987)
- Skoven som forsvandt (1987/1989)
- Spildevandet blomstrer (1990)
- Den store beslutning (1991)
- I mørke (1992)
- Renere teknologi - vejen til et bedre miljø (1992)
- Abort - et ensomt valg (1996)
- Wiig Hansen - i arbejdets midte (1996)
- Hornbæk ifølge Holger (1997)
- Fremtiden er begyndt (1998)
- Rudolph Tegner (2002)